# Ctenoplusia phocea
Ctenoplusia phocea là một loài bướm đêm trong họ Noctuidae.